# ロジャー・スミス
ロジャー・スミス（Roger Smith、1948年11月24日 - ）は、アメリカ合衆国のプロレスラー。テキサス州オースティン出身（出身地はジョージア州アトランタまたはウェストバージニア州ともされる）。
ヒールのラフファイターとして、アメリカやカナダのローカル・テリトリーにおいて、さまざまなギミックで活動した。

## 来歴
サーカスなどに出場するカーニバル・レスラーだったところをスチュ・ハートにスカウトされたともされる。キャリア初期はブル・ゾマー（Bull Zomar）をリングネームに、1973年にはジョージアのインディー団体オール・サウス・レスリング・アライアンスにおいて、レイ・キャンディやミル・マスカラスと対戦した。以降もヒールのジョバーとして各地を転戦し、1974年5月にはカナダのケベック地区にてマイティ・イゴールとハンディキャップマッチで対戦している。
1975年2月、NWAのフロリダ地区で全身タイツの覆面レスラー、スーパー・アサシン（The Super Assassin）に変身。1976年にはカルガリーのスタンピード・レスリングに参戦し、7月に同地区とのブッキング・ルートで国際プロレスの『ビッグ・サマー・シリーズ』に初来日。「来日の決定していたセーラー・ホワイトを病院送りにして来日不能にさせた」という触れ込みのもと、7月6日の笠間大会では日本陣営の副将格だったグレート草津に勝利。シリーズ最終戦の越谷大会では、前チャンピオン上田馬之助の離脱で空位となっていたIWA世界ヘビー級王座を賭けて、ラッシャー木村と金網デスマッチで対戦した。
以降も悪役覆面レスラーのアサシンとして、1978年からはランディ・コリーをパートナーに、覆面タッグチームのジ・アサシンズ（The Assassins）を結成。初代のジ・アサシンズと同様の「すり替わり戦法」を武器に、アラバマのSECWおよびメンフィスのCWAで活動。CWAでは1979年4月23日にビル・ダンディー&ロバート・フラーからAWA南部タッグ王座を奪取した。コリーとのコンビ解消後は、フロリダのCWFで初代アサシンズのオリジナル・メンバーだったジョディ・ハミルトンとチームを再編。1981年にはフロリダ版のNWA北米タッグ王者チームに認定され、マイク・グラハム&スティーブ・カーンとタイトルを争った。
その後はドン・バスを新パートナーとしてCWAに定着。1983年7月18日にはロックンロール・エクスプレスを破り、空位となっていたCWA世界タッグ王座を獲得。以降、バスとのコンビではAチーム（A-Team）、ジ・インターンズ（The Interns）、ファイアー&フレイム（Fire & Flame）などのチーム名を名乗り、ジェリー・ローラー&オースチン・アイドルやファビュラス・ワンズを抗争相手にタッグ王座を再三奪取した。
1984年8月、素顔のロジャー・スミス（Roger Smith）として新日本プロレスのパキスタン遠征に参加。12日のクエッタでの興行ではアントニオ猪木とシングルマッチで対戦した。同月24日開幕の『ブラディ・ファイト・シリーズ』にも参戦しており、国際プロレス以来となる8年ぶりの来日が実現。以降、新日本プロレスには1985年10月の『バーニング・スピリット・イン・オータム』にも再来日している。
主戦場のCWAでも1984年に素顔となり、ダスティ・ローデスを模したキャラクターのダーティ・ローデス（Dirty Rhodes）に変身。 1985年には覆面レスラーに戻ったが、1986年よりダーティ・ローデスのギミックを復活させ、2月2日にバディ・ランデルからNWAミッドアメリカ・ヘビー級王座を奪取。バスとも再びタッグを組み、ローラー、ダンディー、トミー・リッチ、ダッチ・マンテルらと抗争を展開した。
キャリア末期の1989年2月には古巣のスタンピード・レスリングにロジャー・ローデス（Roger Rhodes）のリングネームで出場。かつてのパートナーだったコリーと組んで、ダイナマイト・キッド&デイビーボーイ・スミスのブリティッシュ・ブルドッグスとも対戦した。

## 得意技
- エルボー・ドロップ
- エルボー・バット
- ブレーンバスター

## 獲得タイトル
コンチネンタル・レスリング・アソシエーション
- NWAミッドアメリカ・ヘビー級王座：2回[23]
- AWA南部タッグ王座：5回（w / ランディ・コリー、ドン・バス×4）[14]
- CWA世界タッグ王座：5回（w / ドン・バス）[18]

チャンピオンシップ・レスリング・フロム・フロリダ
- NWA北米タッグ王座（フロリダ版）：2回（w / ジョディ・ハミルトン）[16]

サウスイースタン・チャンピオンシップ・レスリング
- NWAサウスイースタン・タッグ王座：1回（w / ドン・カーソン（英語版））[26]